# Filipe II de Nevers
Filipe II de Borgonha, Conde de Nevers (em francês:  Philippe de Bourgogne, Comte de Nevers; Villaines-en-Duesmois; dezembro de 1389 - Azincourt, 25 de outubro de 1415), foi um nobre francês  pertencente à Casa de Valois-Borgonha.
Era o filho mais novo de Filipe II, o Ousado, Duque da Borgonha, e de Margarida III de Dampierre, condessa da Flandres, da Borgonha, de Nevers e de Rethel.

## Biografia
Assim que o seu irmão mais velho, João, Sem Medo, herda em 1404 o ducado de Borgonha, ele atribui-lhe em apanágio o Condado de Nevers. Da mesma forma, o seu irmão António doa-lhe o Condado de Rethel quando se torna Duque de Brabante.
Durante o conflito entre os Valois-Orleães e os Valois-Borgonha, ele apoia o seu irmão João, Sem Medo, mas recusa segui-lo quando este se alia aos ingleses de Henrique V visando a invasão do Reino de França. Participou na batalha de Azincourt onde comandou um batalhão de mil e duzentos homens, vindo a falecer na batalha. 
O seu corpo, após ter sido provisoriamente inumado na Catedral de Thérouanne, é de seguida, transladado para a igreja da Abadia cisterciense de Nossa Senhora de Élan (Notre-Dame de Élan), situada no seu condado de Rethel.

## Casamentos e descendência
Filipe casou em primeiras núpcias, em Soissons em 9 de abril de 1409, com Isabel de Coucy, condessa de Soissons († 1411), filha de Enguerrand VII de Coucy, conde de Soissons, e de Isabel de Lorena, de quem teve dois filhos:
- Filipe (Philippe), (1410-1411/5);
- Margarida (Marguerite), (1411-1411/2).

Em segundas núpcias, casou a 20 de junho de 1413, em Beaumont-en-Artois com Bona de Artois (1396-1425), de quem teve dois filhos:
- Carlos (Charles) (1414 † 1464), que herdou os condados de Nevers e de Rethel de seu pai;
- João (Jean) (1415 † 1491), Conde de Etampes, de Nevers, de Rethel e de Eu.